# أشوت ييغازاريان
أشوت ييغازاريان(أرمني: Աշոտ Երեմի Եղիազարյան  16 يونيو 1943 - 26 ديسمبر 2016) كان دبلوماسياً أرمانياً، السفير فوق العادة والمفوض لجمهورية أرمينيا في البرازيل.